# 姚若水
姚若水（？—？），號巧玄，直隶安庆府桐城县麻溪人，明朝政治人物。

## 生平
萬曆十九年（1591年）辛卯科應天鄉試舉人，万历二十九年（1601年）辛丑科進士，吏部觀政，三十一年授太常寺博士，三十七年升禮部祠祭司主事，三十八年考选，四十年授刑科给事中，四十三年典試湖廣，四十六年十一月奉使册封建德王朱常澐，四十七年六月升任廣東提學副使。泰昌元年（1620年）调任江西水利道副使，天啓三年（1623年）四月升廣西右參政，四年养病。著有《崇德堂集》。

## 家族
曾祖姚琰。祖父姚場。父姚鳳朝，以子若水赠征仕郎、刑科给事中。